# ماناسلو
ماناسلو (به انگلیسی: Manaslu) در منطقهٔ Gorkha (گورخا) واقع در Mansiri Himal که بخشی از هیمالیا در نپال است، جای گرفته است. به زبان نپالی کوتانگ Kutang نامیده می‌شود. ماناسلو دارای خط الراسهای طولانی، یخچالها و چشم‌اندازهایی با شیب زیاد می‌باشد. بلندترین قله آن دارای ارتفاع ۸۱۶۳ متر است.
وجود خط الراسی طولانی و دره‌ای یخ زده تشخیص این کوه را از دوردستها امکان‌پذیر می‌کند. ضمن آنکه برج قله به این کوه دورنمایی رؤیایی داده.
نخستین صعود کوه در سال ۱۹۵۶ توسط گروهی از کوهنوردان کشور ژاپن و از مسیر شمال شرقی صورت گرفت.
در سال ۱۹۷۲ تعداد ۱۵ کوهنورد کشور کره در ارتفاع ۲۲٬۸۰۰ فیتی کوه بر اثر سقوط بهمنی سهمگین جانشان را از دست دادند، این حادثه بعنوان یکی از فجایع هیمالیا بشمار می‌رود. در همین سال راینهولد مسنر کوهنورد تیرولی موفق شد بعنوان سومین انسانی که به دو قله ۸۰۰۰ متر صعود کرده ماناسلو را فتح نماید. بیش از او تنها هرمان بول و کورت دیمبرگر موفق به این امر شده بودند. اما مسنر که بعدها به عنوان نخستین کوهنورد بر تمامی ۸۰۰۰ متریها فائق آمد در ماناسلو هم مانند نانگاپاربات یکی از همراهانش را از دست داد تا با توجه منفی رسانه‌ها و سایر کوهنوردان روبرو شود.

تاکنون بیش از ۲۵۰ کوهنورد ماناسلو را فتح کرده‌اند که در این راه حدود ۵۲ تن جانشان را از دست داده‌اند و از این لحاظ ماناسلو پس از آناپورنا، نانگاپاربات، کی ۲ وکانچن چونگا قرار دارد (از نظر نسبت صعودها به کشته‌ها).

## صعودکنندگان
لازم است ذکر شود کوهنوردان ایران نیز در سال ۱۳۵۵ موفق به فتح قله ماناسلو بعنوان نخستین ۸۰۰۰ متری ایرانیها شدند. در این سال محمد جعفر اسدی از اعضای تیم ۸ نفره ایران توانست به همراه یک کوهنورد ژاپنی و یک شرپای نپالی برفراز قله بایستد. سرپرستی این صعود را محمد خاکبیز بر عهده داشت.
- مهدی عمیدی در اردیبهشت سال ۱۳۸۸ موفق به صعود شد.
- در سال ۱۳۹۰ نخستین زن ایرانی پروانه کاظمی موفق به صعود این قله شدند.
- ۲۱ اردی بهشت ۱۳۹۱ جعفر ناصری بعد از صعود به ماناسلو و هنگام بازگشت سقوط کرد و جان سپرد.[۲][۳][۴]
- زهرا نعمتی دومین زن ایرانی بود که در مهرماه ۱۳۹۸ توانست این قله را فتح کند.[۵]
- محمدمعین عباسی نیاسر جوان‌ترین فاتح ایرانی این قله است.[۶]
- افسانه حسامی‌فرد که در پاییز ۱۴۰۰ موفق به صعود این قله شده بود، در ساعت ۷ بامداد روز جمعه ۳۰ شهریور ۱۴۰۳ بار دیگر موفق به صعود ماناسلو شد.